# Chrysopogon proximus
Chrysopogon proximus là một loài ruồi trong họ Asilidae. Chrysopogon proximus được Clements miêu tả năm 1985. Loài này phân bố ở miền Australasia.